# Rysk sabellilja
Rysk sabelilja (Gladiolus imbricatus) är en växtart familjen irisväxter som förekommer naturligt från centrala, östra och södra Europa, till västra Sibirien, Turkiet och Kaukasus. Arten odlas ibland som trädgårdsväxt i Sverige.
Arten är en flerårig ört med rotknöl. Den är vårväxande och blir mellan 30 och 80 cm hög. Bladen är två eller tre stycken i två rader, de nedre blir 15-35 cm långa och 1-1,5 cm breda. Blommorna är 4-12 stycken, cirka 3 cm långa och sitter tätt i ett ensidigt ax, de är purpurrosa till purpurröda. Blompipen är kraftigt krökt och kronans flikar är vanligen överlappande. Ståndarknapparna är inte längre än ståndarsträngarna. Fröna är vingade. Arten blommar under tidig sommar.
Rysk sabelilja liknar småblommig sabellilja (G. communis) och mörkröd sabellilja (G. illyricus) som dock har blommor i två rader.

## Synonymer
- Gladiolus apterus Klokov
- Gladiolus crispiflorus Herb.
- Gladiolus galiciensis Besser
- Gladiolus hygrophilus Boiss. & A.Huet ex Baker
- Gladiolus imbricatus subsp. crispiflorus (Herb.) K.Richt.
- Gladiolus imbricatus subsp. galiciensis (Besser) O.Schwarz
- Gladiolus imbricatus var. crispiflorus (Herb.) Nyman
- Gladiolus imbricatus var. galiciensis (Besser) Nyman
- Gladiolus libanoticus Boiss. & Kotschy
- Gladiolus marschallii Poir.
- Gladiolus neglectus Schult.
- Gladiolus raddeanus Trautv.
- Gladiolus rossicus Pers.
- Sphaerospora imbricata (L.) Sweet